# Katedra Świętego Michała i Świętej Guduli
Katedra Świętego Michała i Świętej Guduli (fr. Cathédrale des Saint-Michel-et-Gudule, flam. Kathedraal van Sint-Michiel en Sint-Goedele) – gotycki kościół w Brukseli położony na wzgórzu Treurenberg, konkatedra archidiecezji Mechelen-Bruksela.

## Historia
Pierwszy kościół na wzgórzu Treurenberg powstał w połowie XI w. z inicjatywy księcia Leuven Lamberta II w stylu romańskim. Przebudowę kościoła w duchu gotyku brabanckiego zainicjował na początku XIII wieku książę brabancki Henryk I, zaś ostateczny kształt projektowi nadał jego syn Henryk II w 1226. Przedsięwzięcie to zakończono w XVI wieku, co wiąże się z obecnością elementów renesansowych w architekturze świątyni. Z pocz. XVI wieku pochodzi też dwuwieżowa fasada według projektu powstałego w wieku XV.
Wnętrze jest pozbawione większości dawnego wystroju na skutek splądrowania świątyni podczas zamieszek w latach 1579-1580 i podczas rewolucji w 1793 roku. 
W 1962 wskutek reformy administracyjnej Kościoła katolickiego w Belgii i utworzenia archidiecezji Mechelen-Bruksela dotychczasowa kolegiata uzyskała miano katedry, zaś w Brukseli zaczął rezydować prymas Belgii. W latach 1983–1989 przeprowadzona została renowacja świątyni, dzięki której nawa główna i transept wróciły do dobrego stanu.
W 1993 w katedrze odbył się uroczysty pogrzeb króla Belgów Baudouina, na którym obecne były koronowane głowy z całego świata. W 1999 w katedrze odbył się ślub następcy tronu – Filipa, księcia Brabancji z hrabianką Matyldą d'Udekem d'Acoz.

## Dzieła sztuki w katedrze

### Nawa główna
- posągi apostołów na kolumnach autorstwa najznakomitszych rzeźbiarzy barokowych z XVII w.
- barokowa ambona z 1699 autorstwa H.F. Verbruggena, przedstawiająca m.in. wygnanie Adama i Ewy z raju
- monumentalne organy autorstwa Gerharda Grenziga (inauguracja w 2000 r.), umieszczone w nawie głównej w tak zwanym „jaskółczym gnieździe”.
- kamienny ołtarz główny z 2000 r.

### Prezbiterium
- pomnik grobowy książąt brabanckich z XVII w.
- ołtarz wykonany z pozłacanej miedzi z XIX w.
- rzeźba Matki Boskiej Wyzwolicielki z XVI w.
- renesansowy ołtarz Męki Pańskiej z XVI w.

### Witraże
- witraż Jana Haecka z 1537 r. przedstawiający cesarza Karola V z żoną podczas adoracji Najświętszego Sakramentu oraz ich patronów, Karola Wielkiego i Elżbietę Węgierską – transept północny
- witraż J. Haecka z 1538 r. przedstawiający Ludwika II Węgierskiego z żoną klęczących przed Trójcą Świętą, a także św. Ludwika i Matkę Boską z Dzieciątkiem - transept południowy
- XIX-wieczne witraże J.B. Capronniera – nawy boczne